# Korallön
Korallön (engelska: The coral island) är en ungdomsroman från 1857 av den skotske författaren Robert Michael Ballantyne. Den handlar om tre tonårspojkar som efter ett skeppsbrott måste överleva på en ö i Stilla havet, omgärdade av hajar, kannibaler och pirater. Centrala teman är kristendomens och den brittiska kolonialismens förtjänster. Romanen gavs ut på svenska 1925 i översättning av Oscar Nachman. Den senaste översättningen är Erik Löfroths från 1975.
Boken blev en omedelbar försäljningssuccé och har sålt i miljontals exemplar världen över. Ballantynes ersättning var dock endast 90 pund. År 1861 gav han ut en uppföljare, Gorillajägarna, som utspelar sig i Centralafrika när huvudpersonerna är något äldre.
Robert Louis Stevensons Skattkammarön och J.M. Barries Peter Pan var inspirerade av Korallön. William Goldings Flugornas herre är delvis ett svar och en parodi på Korallön, och inverterar bokens optimistiska budskap.